# زاتيريتشنيي (ستافروبول)
زاتيريتشنيي (بالروسية: Затеречный) هي مدينة في مقاطعة ستافروبول كراي في روسيا.
يبلغ عدد سكانها حوالي 7791   نسمة.